# 3811 Карма
3811 Карма (3811 Karma) — астероїд головного поясу, відкритий 13 жовтня 1953 року.
Тіссеранів параметр щодо Юпітера — 3,392.